# 慶松勝太郎
慶松 勝太郎（けいまつ しょうたろう、1931年5月24日 - ）は、日本の経営学者。実業家。博士（経営学）（東京経済大学）。

## 来歴
東京市生まれ。1955年東京大学工学部卒業、同年江戸川化学工業（現三菱ガス化学）入社。1965年本社企画室、1975年ニューヨーク駐在員、1980年技術企画部長を経て、1986年取締役浪速工場長に就任。1988年、常務取締役化学品第二本部長。1993年専務取締役。1994年三菱ガス化学退社、永和化成工業代表取締役社長。2001年永和化成工業退社、東京経済大学大学院経営学研究科入学。2005年、LEC会計大学院教授。2007年、東京経済大学大学院経営学研究科博士課程修了、博士（経営学）を取得。2010年、LEC会計大学院特任教授および同大学院副学長。2017年同大学院特任教授退任、2020年同大学院副学長退任。

## 著書
- 『高齢化問題の解決と企業経営』東京リーガルマインド、2005年
- 『企業独裁者』東京リーガルマインド、2008年